# Řečice nad Bobrůvkou
Řečice (deutsch Retschitz, auch Rzetschitz) ist eine Gemeinde in Tschechien. Sie liegt sechs Kilometer südlich von Nové Město na Moravě und gehört zum Okres Žďár nad Sázavou.

## Geographie
Řečice befindet sich in der Böhmisch-Mährischen Höhe in der Talmulde des Baches Řečický potok. Einen Kilometer östlich des Dorfes liegt das Tal der Bobrůvka. Im Westen erheben sich die Skály (629 m) und der Chlumek (650 m).
Nachbarorte sind Petrovice und Nová Ves u Nového Města na Moravě im Norden, Radešínská Svratka im Osten, Podolí im Südosten, Bohdalec und Křiby im Süden, Hodíškov im Südwesten, Sazomín im Westen sowie Jámy und Hlinné im Nordwesten.

## Geschichte
Die erste schriftliche Erwähnung des Dorfes erfolgte 1354 im Zuge eines bis 1366 andauernden Streits zwischen dem Pfarrer von Svratka und dem Johanniterorden in Alt Brünn um den Zehnt von den Feldern bei Řečice. Der Ort gehörte als klösterliches Mannslehn den Herren von Řečice. 1444 ordnete der Abt Jan VIII. des Zisterzienserklosters Saar die klösterlichen Güter und verkaufte Ondra von Řečice und seiner Frau das Freigericht in Hodíškov auf Lebenszeit. Řečice wurde an Hlinné angeschlossen und der Vladike Vaněk Volimír damit beliehen. Nach Volimírs Tode hob der Abt Linhart das Lehen auf. Er verkaufte das Gericht in Hodíškov erblich an Vavřinec von Řečice und übertrug ihm auch die niedere Gerichtsbarkeit in Řečice. Vavřinec kaufte 1482 noch den Hof von Volimírs Witwe hinzu und veräußerte ihn wenig später wieder. Nachfolgend kam es zu weiteren Besitzerwechseln. Das älteste Ortssiegel stammt aus dem Jahre 1667. Nach der Aufhebung des Klosters im Zuge der Josephinischen Reformen fiel Swratka 1784 dem Religionsfonds der Herrschaft Saar zu. 1787 bestand Řečice aus 39 Häusern. Im Dorf lebten 324 Menschen, die 59 Familien angehörten. Darunter waren ein Erbrichter, elf Großbauern und drei Kötner.
Nach der Aufhebung der Patrimonialherrschaften bildete Řečice ab 1850 einen Ortsteil der Gemeinde Svratka im Bezirk Neustadtl. 1860 entstand die politische Gemeinde Řečice. 1901 hatte die Gemeinde 668 Einwohner. Neben der Tálský Mlýn entstand 1929 eine genossenschaftliche Brennerei. 1949 wurde die Gemeinde im Zuge der Auflösung des Okres Nové Město na Moravě dem Okres Žďár nad Sázavou zugeordnet. Zwischen 1968 und 1970 wurde das Kulturhaus gebaut. Seit 1999 führt die Gemeinde ein Wappen.

## Ortsgliederung
Für die Gemeinde Řečice sind keine Ortsteile ausgewiesen. Zu Řečice gehören die Einschichten Tálský Mlýn und Dvůr.

## Sehenswürdigkeiten
- Kapelle, erbaut 1933 und im Jahre 2000 um eine Sakristei erweitert

## Söhne und Töchter der Gemeinde
- Eduard Soška (1913–1944), Mitglied der Widerstandsgruppe R3, geboren in der Tálský Mlýn